# 三枝成彰
三枝 成彰（さえぐさ しげあき、1942年7月8日 - ）は、日本の作曲家、編曲家、コラムニスト。株式会社メイ・コーポレーション代表取締役、東京音楽大学客員教授、日本作編曲家協会副会長、日本交響楽振興財団理事、日本現代音楽協会理事、渡辺音楽文化フォーラム理事、全日本ピアノ指導者協会（PTNA）相談役、サイバー大学客員教授、AXNエンタテインメント放送番組審議会委員。1989年までは本名の三枝 成章（読みは同じ）名義で活動していた。

## 人物・来歴
疎開先の兵庫県西宮市に生まれ、生後40日で東京都に移り、千葉県や神奈川県を転々として育つ。1946年頃からピアノを習い始め、1951年、桐朋学園の子供のための音楽教室に入り、入野義朗に作曲を師事。和光学園小学校・中学校・高校を経て、1962年、一浪して東京芸術大学音楽学部作曲科入学。長谷川良夫に師事。作曲科の1年後輩に作曲家の池辺晋一郎がいた。1965年、作曲科在学中に安宅賞を受賞。1966年、同作曲科を首席で卒業。1971年に同大学院修了。1987年から東京音楽大学客員教授。1989年、「三枝成章」だと出世しない画数だと姓名判断でいわれたことから芸名を「三枝成彰」に改める。
1980年代半ばからは、『11PM』『CNNデイウォッチ』など、テレビ司会者、キャスター、コメンテーターとして表舞台に露出するようになり、タレントとして活躍の幅を広げた。
1991年には国際モーツァルテウム財団の委嘱で、モーツァルトの未完の曲「ヴァイオリン、ヴイオラ、チェロのための協奏交響曲イ長調」を補筆・完成させた。アニメ「機動戦士ガンダムシリーズ」（Ζ、ΖΖ、逆襲のシャア、劇場版Z）の音楽も手がけている。
政治面では、羽田孜、鳩山由紀夫と親交を持って民主党を長く支持しており、野党支持者という理由でこれまでに多くの仕事を失ったと語っている。2007年に紫綬褒章を受章。2017年には、旭日小綬章を受章している。
2017年10月から、日刊ゲンダイでコラム「三枝成彰の中高年革命」を担当中。（2023年連載終了）
2018年1月、滝廉太郎記念館の名誉館長（大分県竹田市）に就任している。
国民一人一人に現金を配るベーシックインカムの導入を本気で検討すべきと語っている。

### 家族・親族
父は、『NHKのど自慢』を発案したNHKの音楽番組のディレクターで音楽評論家の三枝健剛こと三枝嘉雄。成彰自身も7歳のときに『NHKのど自慢』に出演している。3歳下の弟は、NHKのドラマ演出家・映画監督の三枝健起。

## 作風
商業音楽は一貫して作り続けていたが、いわゆる純芸術作品は、1980年代頃までは十二音技法に代表されるような「前衛」の先鋒であった。1989年頃を境に調性のある美しい旋律を持った作品を多く生み出すようになる。
三枝は、人の心に届かない実験音楽を作り続けることにある種の葛藤を抱えながらも、音楽界全体が既存のパラダイムを否定することだけにとらわれていたために、調性のある美しい音楽が発表できなかったと振り返る。だからこそ、これからは人間の心情に訴える第二次の「ロマン派」の時代である（新ロマン主義）と確信し、甘美な旋律をもつオペラを数多く作曲している。
三枝の音楽活動の特徴として挙げられるのが、彼の音楽活動が作曲とプロデュース活動の両輪によって成り立っているという点である。三枝は実験音楽を主としていた若い頃から、自作・他作問わずセルフプロデュースによるコンサートなどを積極的に行ってきた。 
作風こそ変化したものの、オペラの仕事は積極的に活動しており、コンサートの資金集めから台本の発注、出演者や演出のキャスティングなど、初演に至るまで必要な事柄に全て自身が関与している。
代表的なオペラは、新しい解釈の忠臣蔵として話題を呼んだ「忠臣蔵」、プッチーニの作で知られる『蝶々夫人』の遺児・ベンジャミン・ピンカートン・Jr.の母との死別後の生涯を太平洋戦争・長崎原爆を交えて描いた『Jr.バタフライ』（上演台本・島田雅彦）など。
合唱曲では、1981年文化庁芸術祭優秀賞受賞作品「川よとわに美しく」や2003年NHK全国学校音楽コンクール高校の部課題曲「あしたはどこから」などが代表的である。
テレビ音楽は「大河ドラマ」の音楽を2回担当したほか、アニメや映画なども多数作曲。また各界の著名人を集めた六本木男声合唱団を組織、えひめ丸事故への鎮魂歌を作曲、同合唱団で演奏するなど、作曲活動の域は広い。
著作も多数あり、1990年代後半にはワイドショーのコメンテーターや民間の選挙啓発団体「選挙に行こう勢!」共同代表なども務めた。
1984年NHKの新大型時代劇『宮本武蔵』でのオープニングテーマは吹奏楽曲にアレンジされ、『Overture "FIVE RINGS"』として1985年の第33回全日本吹奏楽コンクールの課題曲の一つとして採用されている。

## 受賞歴
- 東京芸術大学在学中に安宅賞を受賞
- 芸術祭優秀賞（1974年）
- 芸術祭優秀賞（1981年）
- レコード・アカデミー賞（1981年）
- レコード協会アニメーション部門ゴールデンディスク大賞（1989年）
- アジア・パシフィック・フィルム・フェスティバル最優秀音楽賞（1989年）
- イタリア、サレルノ映画祭、チェザーレ・ザヴァッティーニ賞（1989年）
- 第11回日本アカデミー賞映画音楽部門優秀音楽賞（1988年）[9]
- 第12回日本アカデミー賞映画音楽部門最優秀音楽賞（1989年）[10]
- 日本酒大賞奨励賞（1997年）
- 兵庫県文化賞（2000年）[11]
- 兵庫県功労者表彰（2006年）
- 橘秋子賞（2007年）
- 紫綬褒章（2007年）
- プッチーニ国際賞（2008年）
- 渡辺晋賞（2011年）
- 旭日小綬章（2017年）[12]
- 文化功労者（2020年）[13]

## 作品

### オペラ
- モノオペラ「好色一代女」（1977年）
- グランドオペラ「龍恋譜」（1978年）
- ロックオペラ「サロメ」（1978年）
- ラジオオペラ「記憶交換」（1985年）
- オペラ「千の記憶の物語」（1991年）
- オペラ「忠臣蔵」（1997年）
- オペラ「ヤマトタケル」（2001年）
- オペラ「Jr.バタフライ」（2004年）
- モノオペラ「悲嘆」（2008年）
- オペラ「忠臣蔵 外伝」（2004年）
- オペラ「KAMIKAZE-神風-」(2013年)
- オペラブッファ「狂おしき真夏の一日」（2017年）

### オラトリオ
- オラトリオ「ヤマトタケル」（1989年）

### 管弦楽曲
- ヴァリアツィオーニ13（1967年）
- 交響曲「動乱」（1979年）
- 7月のバイオレンス（1983年）
- THE SYMPHONY（1983年）
- 交響組曲「Zガンダム」（1985年）
- 組曲「東京」より“SUMMER”（1986年）
- ORCHESTRA '89（1989年）
- プロヴァンス組曲（1989年）
- 組曲「忠臣蔵」（1998年）

### 管弦楽と合唱
- レクイエム～曾野綾子のリブレットによる（1998年）
- カンタータ「天涯。」（自由人の祈り）世界よりも宇宙よりも広く果てしない空間。（2000年）
- 「最後の手紙～The Last Message」（2010年）

### 協奏曲
- ピアノ協奏曲 （1971年 吹奏楽とピアノのための・管楽器奏者がコーラの瓶を拭くなどのパフォーマンスを取り入れた曲)
- ヴァイオリン協奏曲「雪に覆われた伝説〜シベリウスへの墓碑銘」（1991年）
- 三絃協奏曲「1993-12-01 SANGEN」（1993年）
- チェロ協奏曲「王の挽歌」（1993年）
- ピアノ協奏曲「見よ、西風からの富士」（1994年 混声合唱をともなう）
- 太鼓協奏曲「太鼓について」（2002年）
- フルート協奏曲〜アンドレア・グリミネッリ委嘱〜（2003年）
- トランペット協奏曲〜セルゲイ・ナカリャコフ委嘱〜（2004年）
- ピアノ協奏曲「イカの哲学」（2008年）

### バレエ音楽
- バレエ音楽「カチカチ山」（1978年）
- バレエ「A bientôt〜だから、さよならはいわないよ」（2006年）

### 室内楽
- デュオコンチェルト（1962年）
- 木管五重奏曲（1963年）
- 弦楽四重奏のためのノヴェレッテ（1965年）
- 木管三重奏曲（1966年）
- COSMOS I（1971年）
- COSMOS II（1973年）
- COSMOS III（1974年）
- COSMOS IV（1974年）
- THE GAME I（1977年）
- THE GAME II（1977年）
- RADIATION MISA（1981年）
- viola'82（1982年）
- Sho'83（1983年）
- 風’83.（1983年）
- DUO'87（1987年）
- 幻想の狩人たち〜自由への頌歌〜（1990年）
- viola'91（1991年）
- チェロのためのREQUIEM（1998年）
- あの世からの声（1998年）
- まだ見ぬコーンウォールへの旅（1999年）
- チェロの為の小さなシンフォニー（2005年）
- 1000人のCelloの為のREQUIEM II〜HIROSHIMAの為に～（2009年）
- 2009年の初夏（2009年）
- 「送れなかった手紙」〜軍服の代わりに制服を着て、戦火へ飛び込んだ71人の学徒兵〜浦項の戦闘で1950年8月11日、当時中学3年生で命を落とした故イ・ウグン学徒兵の「送れなかった手紙」（2014年）

### 吹奏楽
- OVERTURE FIVE RINGS（1984年）（1985年度全日本吹奏楽コンクール課題曲）

### 独奏
- LA・LA-LA-LA・LA（1977年）
- FLASH I（1977年）
- viola'81（1981年）
- 組曲≪竹の園生≫（1983年）
- ブルドックのブルース（ピアノ曲集、全21曲）（1983年）
- UTA II（1987年）
- Cello'88（1988年）
- percussion'88（1988年）

### 合唱曲
- 六声のためのマドリガル（1970年）
- 遊園地の汽車（1973年）
- 旅立つ朝に（1974年）
- UTA（1974年）
- 川よとわに美しく（1986年）
- 川よとわに美しくPart2（1986年）
- またあした（1997年）
- あしたはどこから（1997年）
- いのちのふるえ（1992年）
- 千曲川賛歌（1997年）
- 呪文（1997年）
- 黒い風琴（1995年）
- いくたびか（1998年）
- 二人の星をさがそうよ（1998年）
- 雪がつもる（1998年）
- ひとり林に…（1998年）
- 犬が自分のしっぽをみて歌う歌（1998年）
- 白い街（1998年）
- 北の海に（1998年）
- ロマンチストの豚（1998年）
- 汽車はどこかで汽笛を鳴らす（1998年）
- ピースロード（1998年）
- 時天空（1998年）
- じゅんさいの二十才の君は池に咲く（1998年）
- 新・千曲川賛歌（2009年）

### テーマ曲（テレビ・ラジオ）

#### NHK
- TVリポート（作曲年 1972年）
- 海外リポート（1973年）
- 明るい農村（1976年、1982年）
- ニュースセンター9時（1977年）
- 600こちら情報部（1978年）
- NHKジャーナル（1982年）
- きょうのスポーツとニュース（1984年）

#### 日本テレビ
- NNNジャストニュース（1980年）
- TV EYE（1979年）
- NNN朝のニュース・NNN昼のニュース・NNN日曜夕刊（1982年4月 - 1991年9月、NNNジャストニュースのアレンジ版）
- 6時です!4チャンネル（1982年）
- おしゃれ（1986年）
- NNNきょうの出来事（1980年 - 1990年）
- EXテレビ（1990年）
- ズームイン!!サタデー（1996年）

#### TBS
- （関口宏の）サンデーモーニング（1987年 - 現在、1997年10月 - 1999年3月までは別のテーマ曲が使われていた）

#### テレビ朝日
- おはようTODAY（1985年）
- CNNデイウォッチ（1985年）

#### テレビ東京
- スポーツTODAYおよびスポーツテーマ（1984年）
- メガTONニュースTODAY（1984年）
- いい旅・夢気分（1986年）

### BGM

#### テレビ
- 北の家族（1973年 NHK連続テレビ小説）
- 石坂洋次郎シリーズ 女の顔（1976年 NHK銀河テレビ小説）
- 太郎の青春（1980年 NHK銀河テレビ小説）
- 本日も晴天なり（1981年 NHK連続テレビ小説）
- 宮本武蔵（1984年 NHK新大型時代劇）
- 夢家族（1985年 NHKファミリードラマ）
- 忠臣蔵（1985年 日本テレビ年末時代劇スペシャル）
- はね駒（1986年 NHK連続テレビ小説）
- 見送って・愛犬（1986年 関西テレビ 松本清張サスペンス・隠花の飾り・未CD化）
- 太平記（1991年 NHK大河ドラマ）
- 智恵子と光太郎～極北の愛（1991年 NHKドラマ）
- 花の乱（1994年 NHK大河ドラマ）
- 火曜サスペンス劇場（1982年-1987年、2002年 日本テレビ）
- 土曜ワイド劇場 （1980年代前半 テレビ朝日）

#### 舞台音楽
- 木下工務店PRESENTS 舞台 銀河英雄伝説 第一章 銀河帝国篇（2011年）
- 舞台 銀河英雄伝説 外伝 ミッターマイヤー・ロイエンタール篇（2011年）
- 舞台 銀河英雄伝説 外伝 オーベルシュタイン篇（2011年）
- 舞台 銀河英雄伝説 第二章 自由惑星同盟篇（2012年）
- 舞台 銀河英雄伝説 第四章 前篇 激突前夜（2013年）
- 舞台 銀河英雄伝説 第四章 後篇 激突（2014年）
- 舞台 特別公演 銀河英雄伝説 星々の軌跡（2015年）
- 大伴家持生誕1300年記念演劇 大伴家持「剣に歌に、夢が翔ぶ！」（2017年）

#### 映画音楽
- 動乱（小椋佳と共作・1980年）
- 魚影の群れ（1983年）
- 台風クラブ（1985年）
- 光る女（1987年）
- 二十四の瞳（1987年）
- 優駿 ORACIÓN（1988年）
- お引越し（1993年）
- 氏物語 あさきゆめみし～Lived In A Dream～（2000年）
- 受験のシンデレラ（2008年）
- 春よこい（2008年）

#### アニメ
- 鉄腕アトム (アニメ第2作)（1980年）
- 忍者マン一平（1982年）
- 機動戦士Ζガンダム（1985年） - 映画『動乱』使用曲のアレンジバージョンを含む
  - 劇場版 機動戦士Ζガンダム A New Translation シリーズ三部作（2005年・2006年） - テレビ版の楽曲に加え数曲の新作を含む
- 機動戦士ガンダムΖΖ（1986年）
- アモン・サーガ（1986年）
- ハートカクテル5 - 6（1987年）
- 機動戦士ガンダム 逆襲のシャア（1988年）
- とつぜん!ネコの国 バニパルウィット（1998年）

#### ゲーム
- エルファリア（スーパーファミコン用・1993年）
- エアーズアドベンチャー（セガサターン用・1996年）

#### その他
- 滝の劇場 三井館（1985年科学万博つくば'85）
- SEIKO MATSUDA SUPREME SOUND PORTRAIT (1986年、松田聖子のイージーリスニングアルバム、編曲)
- 日本中央競馬会 (JRA) 障害競走用ファンファーレ
- 1994年アジア競技大会（広島アジア大会）式典曲
- セルシオ交響曲（1989年）
- 家 (1984年、台湾のシンガーソングライター羅大佑のアルバム、編曲)
- 光ミュージアムのカリヨン曲（1996年）

#### 社歌・団体歌・自治体歌
- 明治生命株式会社社歌「元気を届けて空を見よう」
- グンゼ株式会社イメージソング「BLAND-NEW WAVE」
- 株式会社富士銀行110周年株式会社NOVA21グループ社歌
- YULON（台湾の自動車会社）社歌
- 今がその瞬間（株式会社CSKオリジナル第二社歌）
- 株式会社ユアーズ社歌「とっておきのEveryday」
- 明治生命保険相互会社社歌「元気を届けて空を見よう」
- BAR歌「ぶぶいの＜ぶゐ＞」平野薫子さんへ
- 東邦銀行 愛唱歌「愛の歌が聴こえるか？」・応援歌「我らならば」
- 崇教真光「おお花よ おお光よ」
- 千葉市イメージソング「心の飛行船」政令指定都市移行記念
- 長野県長和町 町の歌 「美しい町に住む人は」
- 富山県高岡市「ふるさと高岡」
- 京都府綾部市（防災無線時報）「平和のメロディ」

#### 校歌
- 熊本県立大学『宙へ』
- 流通科学大学『神戸の風は』
- 名古屋学芸大学『愛と知と』
- 北海道科学大学
- 龍ヶ崎市立中根台中学校
- 公文国際学園中等部・高等部『未来は君の夢の中に』
- 福島県立会津学鳳中学校・高等学校『校歌 〜空よ〜』
- 秋田市立御所野学院中学校
- 浦安市立明海南小学校
- 千葉県立松戸馬橋高等学校
- 千葉市立高洲第二小学校
- さいたま市立尾間木小学校（作詞：下山つとむ）
- 兵庫県立大学
- 私立名進研学園名進研小学校　『森の四季』
- 藤沢市立湘南台中学校（作詞：佐川英三）

#### 童謡・おゆうぎ
- ハートはこころ（東芝ダンス教材シリーズ・1981年）

## 出演

### テレビ
- 別冊FANテレビ
- CNNデイウォッチ
- 11PM（司会、1986年4月 - 1990年3月）
- 美味しいテレビ9トゥ10
- 三枝成章の気まぐれ
- 住めば地球（1988年10月 - 1990年3月）
- OH!エルくらぶ
- ザ・ワイド（コメンテーター）

### CM
- TDK ビデオテープ（1985年）
- カシオ計算機 キーボード CASIOTONE（1988年）
- アサヒビール アサヒスーパードライ（1992年）
- HOYA バリラックス（1994年）
- 明治安田生命（2013年）

## 連載
- 三枝成彰の中高年革命（日刊ゲンダイ）[14]　※2023年まで

## 著書
- 『Love songs 大作曲家の愛のかたち』1-2 主婦の友社 CD books 1989-90
- 『人間グラフィティ 三枝成彰対談集』潮出版社 1989
- 『男が女を嫌いになった日』講談社 1993
- 『知ったかぶり音楽論』朝日新聞社 1993
- 『譜面書きの遠吠え』広済堂出版 1996
- 『大作曲家たちの履歴書』中央公論社 1997 のち文庫
- 『三枝成彰オペラに討ち入る』ワック 1999
- 『名曲の履歴書 挫折を繰り返す人のためのクラシック入門』朝日新聞出版 2012
- 『驚天動地のクラシック』キノブックス 2014
- 『無敵の「一日一食」 疲れ知らずで頭が冴える!』SB新書 2016

### 共著
- 『三枝成彰のオペラの楽しみ方 初めて観てみようと思う時に』堀田正実共著 講談社 1993
- 『人生に座標軸を持て 自分の価値は自分で決める』松井孝典,葛西敬之共著 1999 ウェッジ選書
- 『特攻とは何だったのか 日本人として忘れてはいけないこと』堀紘一共著 PHP研究所 2009